# Phaonia tetragona
Phaonia tetragona är en tvåvingeart som beskrevs av Gaminara 1930. Phaonia tetragona ingår i släktet Phaonia och familjen husflugor.
Artens utbredningsområde är Uruguay. Inga underarter finns listade i Catalogue of Life.